# Eddie Taylor (Schlagzeuger)
Edward „Eddie“ Taylor (* 2. Dezember 1929 in Oldham, Lancashire; † 20. Dezember 2022) war ein britischer Jazzmusiker (Schlagzeug, Komposition).

## Leben und Wirken
Taylor sammelte als Musiker erste Erfahrungen mit den Royal Kiltie Juniors, bei denen er als 18-Jähriger zusammen mit dem Trompeter Bert Courtley spielte. Nach dem Militärdienst, den er von 1947 bis 1949 ableistete, arbeitete er in einer Reihe von Tanzbands in ganz Großbritannien. In Manchester, wo er bei einem lokalen Orchester spielte, erlebte ihn der dort ebenfalls mit seinem Septett spielende John Dankworth; als dieser – nach dem Ausscheiden von Tony Kinsey – einen neuen Schlagzeuger brauchten, wurde Taylor eingestellt, weil dessen knackiger Bebop-Stil geschätzt wurde. Taylor nahm auch ab 1951 („Mr. & Mississippi“) regelmäßig mit der Band auf, darunter mit Cleo Laine („Lush Life“). Als Dankworth 1953 das Personal erweiterte, um seine Bigband zu gründen, stieg Taylor aus und wechselte zu Geraldo’s Navy, um als Musiker an den Atlantiküberquerungen nach New York mitzuwirken.
Zurück in London war Taylor zwei Jahre lang Mitglied in Tommy Whittles Sextett, nahm aber regelmäßig auch mit anderen Musikern des Modern Jazz auf, darunter Harry Klein, Bertie King, Cynthia Lanagan, Dill Jones, Kenny Baker und Kenny Graham. Humphrey Lyttelton holte Taylor im Oktober 1956 in seine Band. Er wirkte auch an Lytteltons Tourneen mit Jimmy Rushing und Buck Clayton mit; am bemerkenswertesten wohl die US-Tour, bei der er mit den Newport Festival All-Stars neben George Shearing, Thelonious Monk und Lee Konitz spielte. 1964 verließ Taylor Lytteltons Band, um sich kurzzeitig der Begleitband des Blues-Sängers Long John Baldry anzuschließen, bevor er sich auf die Arbeit als Studio- und als Theatermusiker konzentrierte. Er spielte für die gesamte Londoner Spielzeit von Kenneth Tynans Revue Oh! Calkutta! (von 1970 bis 1980), um abends anschließend noch im Tiberios Club aufzutreten.
Im Jahr 1990 wurde Taylor von dem Trompeter John Chilton eingeladen, sich seinen Feetwarmers anzuschließen, um den Sänger George Melly zu unterstützen; Taylor blieb bis 2002 bei der Band. Danach war er als freiberuflicher Musiker tätig, trat auf und nahm mit alten Kollegen auf wie Wally Fawkes, Acker Bilk, Danny Moss und 2004 noch mit dem Paul Sealey Trio (Tribute to Barney Kessel and the Jazz Guitar Trio). Schließlich zog er sich 2012 endgültig zurück, um später nach Newark zu ziehen, um in der Nähe seiner Familie zu sein. Benny Green kennzeichnete Taylor als „den perfekten Schlagzeuger für kleine Gruppen“.
Im Bereich des Jazz war er laut Tom Lord zwischen 1951 und 2004 an 152 Aufnahmesessions beteiligt, neben den Genannten auch mit dem Wally Fawkes/Sandy Brown Quintet, Lita Roza & Billy Munn’s All Stars, Dick Heckstall-Smith, Alan Clare, Bert Courtley, Tony Coe, Keith Christie, Ronnie Aldrich, in späteren Jahren auch mit George Kelly & The Paul Sealey Trio, Bruce Turner, der Trevor Whiting Jazz and Blues Band, John Barnes und Kenny Ball.